# Darling River
Darling River (Barkindji: Baaka eller Barka) er den tredjelængste flod i Australien og måler 1.545 kilometer fra det nordlige New South Wales til den løber sammen med Murray River ved Wentworth i New South Wales. Med sine længste bifloder når den op på en længde på 2.740 kilometer.
Darling River er den mest kendte af den australske outbacks floder. Dens tilstand er dårlig på grund af omfattende kunstvanding, længerevarende tørke, et højt saltindhold og forurening med pesticider. Fem års tørke fra 2015 til 2020 udtørrede helt floden. Kraftig regn i februar 2020 har fået vandet til at flyde i floden igen.
Siden 2007 har Murray–Darling Basin Authority stået for den overordnede planlægning og drift af flodsystemet.

## Geografi
Darling River er en del af Murray–Darling flodsystemet, som afvander hele New South Wales vest for Great Dividing Range, store dele af det nordlige Victoria og det sydlige Queensland samt dele af South Australia. Den slynger sig kraftigt, og dens løb er tre gange længere end den direkte afstand, den tilbagelægger.
En stor del af det land, som Darling flyder igennem er sletteland og derfor ret fladt med en gennemsnitshældning på kun 16 mm pr. kilometer. Officielt starter Darling River mellem Brewarrina og Bourke, hvor Culgoa River og Barwon River løber sammen. De to bifloder udspringer i henholdsvis det sydlige Queensland og det nordlige New South Wales vest for Great Dividing Range. Disse bifloder omfatter Balonne River, Condamine River (som udspringer i Main Range omkring 100 kilometer inde i landet på grænsen mellem Queensland og New South Wales border) og Macintyre River, Gwydir River, Namoi River, Castlereagh River og Macquarie River. Andre bifloder løber ud i Darling River tæt på Bourke eller efter – Bogan River, Warrego River og Paroo River.
Syd for Broken Hill, ligger Menindee Lakes, som er en række af søer, der tidligere var forbundet med Darling River med små korte vandløb. Menindee Lakes er kraftigt regulerede og lider også under vandmangel på grund af kunstvanding og tørke.
Darling River flyder syd-sydvest og løber sammen med Murray River ved Wentworth på grænsen mellem New South Wales og Victoria.
Barrier Highway ved Wilcannia, Silver City Highway ved Wentworth og Broken Hill jernbanen ved Menindee krydser alle Darling River. Dele af floden nord for Menindee markerer grænsen til Kinchega National Park. Som en konsekvens af en oversvømmelse i 1956, blev der bygget et stemmeværk ved Menindee for at begrænse tilløb fra Darling River.

### Bebyggelser langs floden
De største bebyggelser langs floden er Brewarrina, Bourke, Louth, Tilpa, Wilcannia, Menindee, Pooncarie og Wentworth. Den største af disse er Bourke med 1.824 indbyggere. Wentworth var Australiens travleste flodhavn sidst i 1880' erne.

## Historie
Aboriginere har boet langs Darling River i titusinder af år. Barkindji-folket kalder den Baaka eller Barka, og "Barkindji" betyder "folk fra Barka". Brewarrina var også stedet for stammemøder for de aboriginske folk, der talte Barkindji og boede omkring Darling River. I bifloden Barwon River findes der tæt på udløbet i Darling River gamle fiskefælder, Baiames Ngunnhu, der er bygget af sten over en strækning på næsten 500 meter. Fælderne har fungeret både ved lavvande og højvande. De er blevet beskadiget efter europæernes ankomst, men har siden 2005 været på den australske liste over kultur og naturarv. 
De nordligste områder, som Darling River med bifloder afvander, er Darling Downs i Queensland. Områder blev gradvist kolonialiseret fra 1815. I 1828 sendte guvernøren i New South Wales, Ralph Darling, de to opdagelsesrejsende Charles Sturt og Hamilton Hume ud for udforske Macquarie Rivers løb. Macquarie River er en af de første floder man når til, hvis man fra Sydney rejser ind i landet. De rejste op af både Macquarie River og Bogan River og nåede i starten af 1829 til den øvre del af Darling River, som Sturt opkaldte efter guvernøren. 
I 1835 rejste major Thomas Mitchell næsten 500 kilometer langs Darling River. Selv om han ikke nåede sammenløbet med Murray, antog Mitchell korrekt, at de to floder løb sammen.
I 1856 rejste Blandowski-ekspeditionen afsted for nationalmuseet i Melbourne for at udforske og indsamle eksemplarer af fisk ved sammenløbet af Darling og Murray. Ekspeditionen var en succes og 17.400 eksemplarer nåede til Adelaide det næste år.
I 1859 sejlede en dampbåd til Brewarrina for første gang. Selvom vandstanden i floden varierer meget (den tørrede ud ikke mindre end 45 gange mellem 1885 og 1960), blev Darling River en vigtig transportvej. Fårefarmerne i det vestlige New South Wales brugte den til at sende deres uld med lavbundede hjuldampere fra travle flodhavne som Bourke, Wilcannia og Wentworth til jernbaneforbindelser i Morgan og Murray Bridge i South Australia. Kommerciel transport på floden fortsatte til 1931.
I 1992 var der i Darling River en kraftig algeopblomstring, som ramte floden i hele dens længde. Årsagen var fosforudledning til floden, men også vandmængde, turbulens, sigtbarhed i vandet og temperatur spillede ind.
I 2008 købte den australske stat Toorale Station i det nordlige New South Wales for 23 millioner AUD. Indkøbet tillod staten af returnere 11 ×109 liter vand til Darling River.
I 2019 var der en omfattende fiskedød i den nedre del af Darling River, hvor op mod 1 million fisk døde. 

## I populærkulturen
Den australske digter Henry Lawson skrev en i Australien velkendt hyldest til Darling River. Han skrev også om floden i bøgerne The Union Buries Its Dead og Andy's Gone With Cattle. Will Ogilvie og Breaker Morant er to andre digtere, som skrev om Darling River.